# Хакасија
Хакасија, или званично Република Хакасија (рус. Республика Хакасия, хак. Хакас Республиказы) је конститутивни субјект Руске Федерације са статусом аутономне републике на простору јужног Сибира.
Главни град републике је град Абакан.

## Етимологија
Република носи име по титуларном народу Хакасима који су, након Руса (око 80%), други најбројнији народ у овој републици (са око 12%). Хакаси су народ туркијског порекла, традиционално паганске или православне вероисповести.
Хакаси су раније себе називали Тадари или Тадарлари, мада је овај назив данас архаичан и код Хакаса. Име Хакаса, као и само порекло овог народа је нејасно.

## Историја
Хакаси су туркијски народ, сродан Киргизима (можда се ради о потомцима Киргиза који су заостали након пресељења већине тог народа према југозападу). Традиционално су живели у средишњим пространствима реке Јенисеј у Сибиру и бавили се номадским сточарством. У задња два века су покрштени (постали су верници руског православља) и присиљени на седелачки живот.
Хакашку државу су у 13. веку освојили Монголи. Почетком 18. века консолидована је руска власт на овој територији. У 19. веку почињу да се овде насељавају Руси, а део староседелаца прелази у православну веру. Регион Хакасија је основан 10. октобра 1930. Статус републике јој је додељен 1991.

## Становништво
| 1989.   | 2002.   | 2010.   |
| ------- | ------- | ------- |
| 568,605 | 546,072 | 532,403 |

По попису из 2002, чине само 11,98% (65.421) од укупно 546.072 становника. Велика већина су Руси 80,28% (438.395), а међу осталима су Немци 1,68% (9.161), Украјинци 1,53% (8.360) и Татари 0,73% (4.001). Званични језици су хакашки и руски. Већина становника верски припада Руској православној цркви, а има и муслимана.
Главне привредне гране републике су експлоатација угља, руда и дрвета.